# Neobisium carsicum
Espèce
Neobisium carsicum est une espèce de pseudoscorpions de la famille des Neobisiidae.

## Distribution
Cette espèce est endémique de Croatie. Elle se rencontre sur Krk.

## Publication originale
- Hadži, 1933 : Prinos poznavanju pseudoskorpijske faune Primorja. Prirodoslovna Istraživanja Kraljevine Jugoslavije, vol. 18, p. 125-192.